# ورتیگو فیلمز
ورتیگو فیلمز (انگلیسی: Vertigo Films) شرکت رسانه‌ای بریتانیایی است، که در سال ۲۰۰۲ توسط آلن نیبلو و نیک لاو تأسیس شد.